# Ernie Campbell
William Ernest Campbell (Sydney, 1949. október 20.  – ) ausztrál válogatott labdarúgó.

## Pályafutása

### Klubcsapatokban
Sydneyben született és ott kezdett el futballozni gyerekkorában. 1965-ben, 16 évesen angol megfigyelők kiválasztották és egy évre Angliába költözött, ahol a Chelsea játékosa lett. 1967-ben visszatért Ausztráliába, ahol először az APIA Leichhardt csapatában játszott, majd 1971 és 1977 között a Marconi Stallions együttesét erősítette. 1978 és 1980 között a Hakoah Sydney, 1981-ben pedig a St George FC játékosa volt.  

### A válogatottban
1971 és 1975 között 24 alkalommal szerepelt az ausztrál válogatottban és 3 gólt szerzett.  Részt vett az 1974-es világbajnokságon, ahol az NSZK elleni csoportmérkőzésen kezdőként lépett pályára.